# Quart (Girona)
Quart település Spanyolországban, Girona tartományban. Quart Girona, Juià, Sant Martí Vell, Madremanya, Cruïlles, Monells i Sant Sadurní de l'Heura, Llambilles és Fornells de la Selva községekkel határos. Lakosainak száma 4099 fő (2024).

## Népesség
A település népessége az elmúlt években az alábbi módon változott:
| Lakosok száma | 307  | 1003 | 1068 | 1043 | 1644 | 2609 | 2852 | 3441 | 3724 | 4099 |
|               | 1717 | 1887 | 1936 | 1960 | 1986 | 2004 | 2009 | 2014 | 2019 | 2024 |